# Болтин, Олег Игоревич
Олег Игоревич Бо́лтин (род. 10 февраля 1993, Лениногорск, Восточно-Казахстанская область, Казахстан) — казахстанский рестлер, в прошлом борец вольного стиля. В настоящее время выступает в New Japan Pro-Wrestling (NJPW) под именем Болтин Олег (яп. ボルチン・オレッグ Борутин Орэггу), где он является действующим обладателем титула чемпиона NEVER в открытом весе.
Как борец вольного стиля, он стал золотым медалистом на чемпионате Азии 2021 года в весовой категории 125 кг.

## Биография
Родился 10 февраля 1993 года в городе Риддер Восточно-Казахстанской области (на момент рождения город носил название Лениногорск, был переименован в Риддер в 2002 году). Он имеет русское происхождение. Свободно говорит на японском языке.

## Карьера в борьбе
С начала 2010-х тренируется в Японии. С 2017 года выступает за команду Bushiroad (ныне — Team New Japan).
В 2020 году стал чемпионом Казахстана по вольной борьбе в весовой категории до 125 кг.
В 2021 году стал чемпионом Азии по вольной борьбе в весовой категории до 125 кг. Разделил с Николозом Гвяздовски пятое-шестое места на Чемпионате мира по вольной борьбе в весовой категории до 125 кг.
В октябре 2022 года завершил карьеру борца, подписав контракт с японским рестлинг-промоушном New Japan Pro-Wrestling.

## Карьера в реслинге

### New Japan Pro-Wrestling (с 2022)
В октябре 2022 года Юдзи Нагата представил Болтина в качестве будущего рестлера New Japan Pro-Wrestling. Болтин в своей небольшой речи выразил желание стать настолько «сильным и знаменитым, насколько это возможно», указав Скалу и Брока Леснара в качестве образцов для себя. Первый матч Болтина в реслинге состоялся 4 января 2023 года на шоу NJPW Wrestle Kingdom 17, где он на предварительном шоу провёл трёхминутный выставочный матч против Рёхэя Ойвы. Матч прошёл в борцовском стиле и завершился ничьей.
Хотя в NJPW Олега иногда называли по имени «Олег Болтин», промоушен дал ему имя «Болтин Олег». Это имя соответствует японским языковым традициям именования.

## Титулы и достижения

### Борьба
- Чемпионат Азии по борьбе
  - Золотой призёр чемпионата Азии по борьбе 2021 года (125 кг)
- Чемпионат Казахстана по борьбе
  - Золотой призёр чемпионата Казахстана по борьбе 2020 года (125 kg)

### Рестлинг
- New Japan Pro-Wrestling
  - Чемпион NEVER в открытом весе (1 раз)
  - Командный чемпион NEVER в открытом весе среди трио (2 раза) — с Тору Яно и Хироси Танахаси
- Pro Wrestling Illustrated
  - № 357 в топ 500 рестлеров в рейтинге PWI 500 в 2024
- Tokyo Sports
  - Новичок года (2024)